# Mosteiro de Vallbona de les Monjas

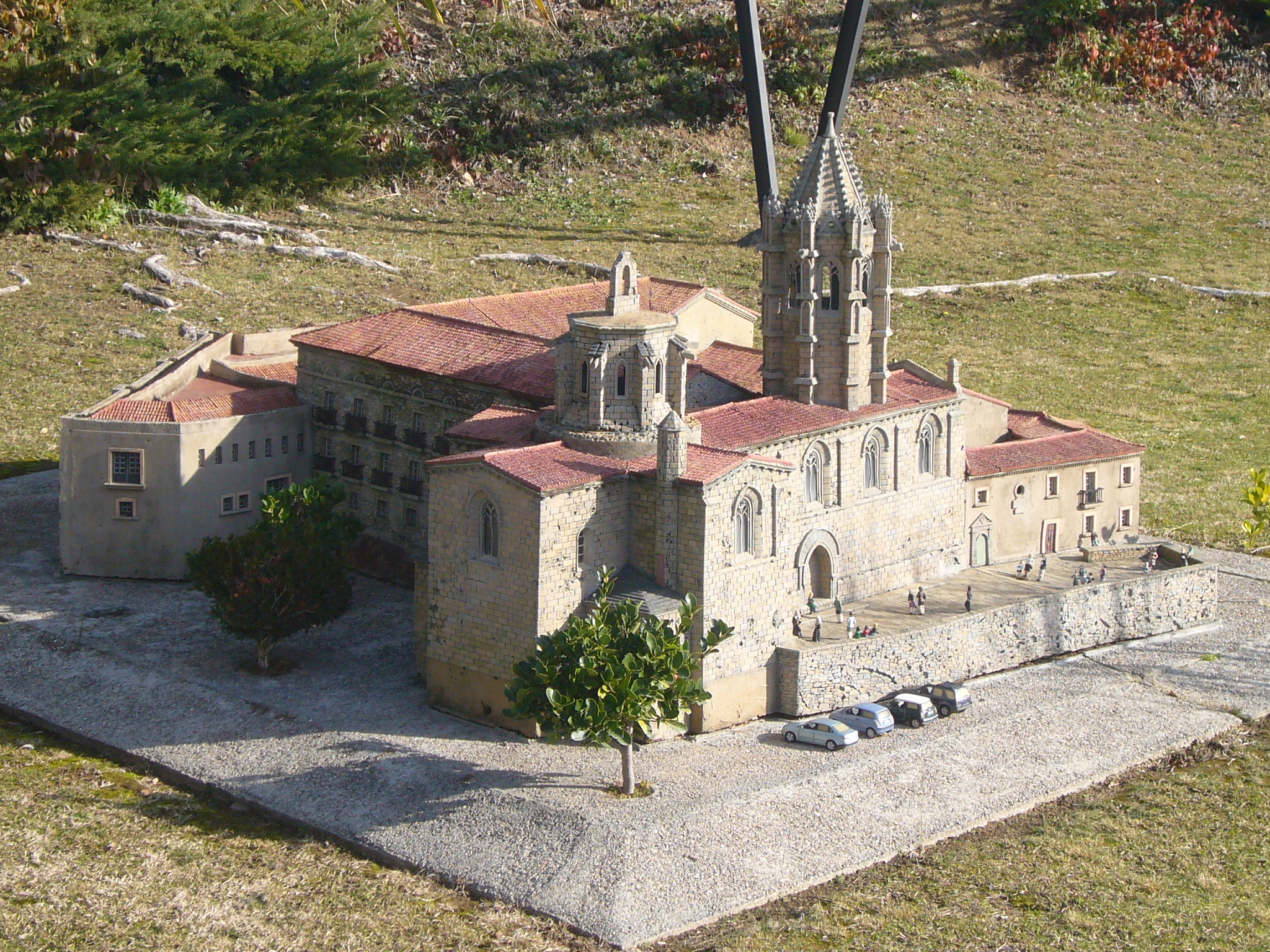
Catalunya en Miniatura-Monestir de Vallbona de les Monges

O Mosteiro de Vallbona de les Monjas (em catalão, Monestir de Vallbona de les Monges), também chamado de Mosteiro Real de Santa Maria de Vallbona e Nossa Senhora de Vallbona, é uma abadia de Cister feminina, localizada na região catalã de Urgel, no município de Vallbona de las Monjas ( Lérida ). Foi declarado Monumento Nacional por Ordem Real em 3 de junho de 1931. Construída entre os séculos XII e XIV, é de estilo românico com grande parte já realizada em arquitectura gótica. É o mosteiro cisterciense feminino mais importante da Catalunha, e juntamente com o mosteiro de Poblet e o mosteiro de Santes Creus, faz parte da Rota Cisterciense.